# Xã Madison, Quận Riley, Kansas
Xã Madison (tiếng Anh: Madison Township) là một xã thuộc quận Riley, tiểu bang Kansas, Hoa Kỳ. Năm 2010, dân số của xã này là 9.606 người.